# Minona bistylifera
Minona bistylifera är en plattmaskart som beskrevs av Karling, Mac-Fira, Dšrjes 1972. Minona bistylifera ingår i släktet Minona och familjen Monocelididae. Inga underarter finns listade i Catalogue of Life.